# Maria Bach

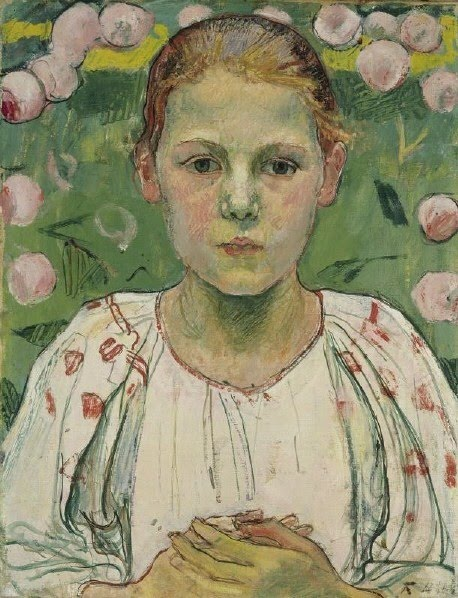
Maria Bach (Ferdinand Hodler)

Emilie Maria von Bach (* 11. März 1896 in Wien; † 26. Februar 1978 ebenda) war eine österreichische Pianistin, Violinistin, Komponistin und bildende Künstlerin.

## Leben
Maria Bachs Eltern waren die Musiker Robert Bonaventura Michael Wenzel von Bach und Eleonore Josepha Maria Theresia Auguste Bach. Im Jahr 1897 zog sie mit ihrer Familie auf das Schloss Leesdorf nach Baden bei Wien, wo sie mit ihren zwei älteren Schwestern Theresa und Katharina sowie ihrer jüngeren Schwester Henriette aufwuchs. Im Alter von 6 Jahren erlernte sie in der Musikschule Grimm in Baden das Klavierspiel und mit 14 Jahren die Violine. Im Jahr 1907 übersiedelte die Familie in das Schloss Braiten und Maria spielte mit ihren Eltern Hausmusik, bevor sie zu komponieren begann.
Sie war außerdem Mitglied im Club der Wiener Musikerinnen, der bis heute innerhalb der Frauenbewegung für ein Miteinander von Frauen und Männern eintritt. Neben Vilma Webenau (1875–1953) und Mathilde Kralik von Meyrswalden (1857–1944) gehörte sie zu den profiliertesten Persönlichkeiten des Klubs.
Im Jahr 1919 nahm sie ihr Kompositionsstudium an der Universität für Musik und darstellende Kunst Wien bei Joseph Marx auf. Ihr Debüt als Komponistin gab Bach im Jahr 1921 mit den Narrenliedern für Tenor und Orchester, die später bei Schott verlegt wurden. Ihre Werke wurden während der Zeit des Nationalsozialismus für akzeptabel befunden und nicht verboten.
In den 1920er Jahren führte sie eine Beziehung mit Ivan Boutnikoff, einem russischen Komponisten. Maria Bach heiratete 1952 den italienischen Maler Arturo Ciacelli, mit dem sie bis zu dessen Tod 1966 zusammen blieb. Während ihrer Ehe begann sie zu malen und ihre Bilder in Galerien auszustellen. Bach malte hauptsächlich Landschaften, wobei sie für ihre Malereien bekannter wurde als für ihre Musikkompositionen. Im Jahr 1976 erhielt sie den Professorentitel.
Maria Bach verstarb im Februar 1978 an den Folgen einer Rauchgasvergiftung in ihrer Wiener Wohnung. Sie wurde am 21. März 1978 auf dem Wiener Zentralfriedhof bestattet. Ihr Nachlass befindet sich in der Wienbibliothek im Rathaus.